# Aba (Ungarn)
Aba ist eine Stadt im Kreis Székesfehérvár innerhalb des Komitats Fejér in Ungarn. Aba war bis 2012 der Verwaltungssitz eines gleichnamigen Kleingebietes. Im Jahr 2011 lebten 4.674 Einwohner auf einer Fläche von 88,05 km².

## Geographische Lage
Der Balaton (deutsch Plattensee), der größte See West- und Mitteleuropas, liegt westlich von Aba in 27 km Entfernung.
Die Autobahn M7 nach Budapest verläuft nordwestlich, 13 km von Aba entfernt.

## Latènezeitliches Gräberfeld
Bei einer Bestattung auf dem (neuzeitlichen) Friedhof des Ortsteiles Felsõbáránd wurde ein keltisches Grab gefunden. Eine 1968 durchgeführte Rettungsgrabung legte noch zwei weitere Gräber frei. Eine Körperbestattung und eine Brandbestattung mit einigen Grabbeigaben konnten für die Zeit der Früh- und der Mittellatène (um 3. Jh. v. Chr.) datiert werden. In den rund um die Gräber angelegten kreisförmigen Gräben fand man zwei Gefäße mit Schweineknochen, im Grab 2 selbst als Grabbeigaben ein Bronzefibelpaar mit Kette, eine ebenfalls bronzene Pseudo-Filigranfibel, zwei Fragmente gläserner Armreifen und eines aus Lignit. Die Pseudo-Filigranfibel ist ein lokales Produkt.
Die Funde befinden sich heute im Szent István Király Muzeum von Székesfehérvár.

## Söhne und Töchter der Stadt
- Anthony de Jasay, eigentlich Jászay Antal (1925–2019), liberaler Philosoph und Ökonom